# Гюнтер Габерманн
Гюнтер Габерманн (нім. Günther Habermann, нар. 23 лютого 1950) — німецький футбольний арбітр.

## Кар'єра
Кваліфікований електромеханік з Вайсензе, що у Тюрингії, яка на той момент входила до НДР. Суддівську кар'єру розпочав у 1968 році і загалом провів 118 зустрічей у вищій лізі НДР між 1975 та 1990 роками та 51 матч у об'єднаній Бундеслізі між 1991 та 1996 роками, а також 22 матчі у Другій Бундеслізі. У період між 1985 та 1991 роками був арбітром ФІФА і під його керівництвом пройшли чотири старших міжнародних матчі та чотири матчі Кубка Європи.
Габерман потрапив до історії через пенальті, призначене 13 квітня 1995 року в грі Бундесліги «Борусія» (Дортмунд) — «Карлсруе». Симуляція Андреаса Меллера при рахунку 0:1 створила гравцю міжнародну репутацію «Schwalben-Möller», а сам Меллер став першим гравцем, який згодом був дискваліфікований німецькою федерацією за симуляцію та оштрафований.